# Lev Winter

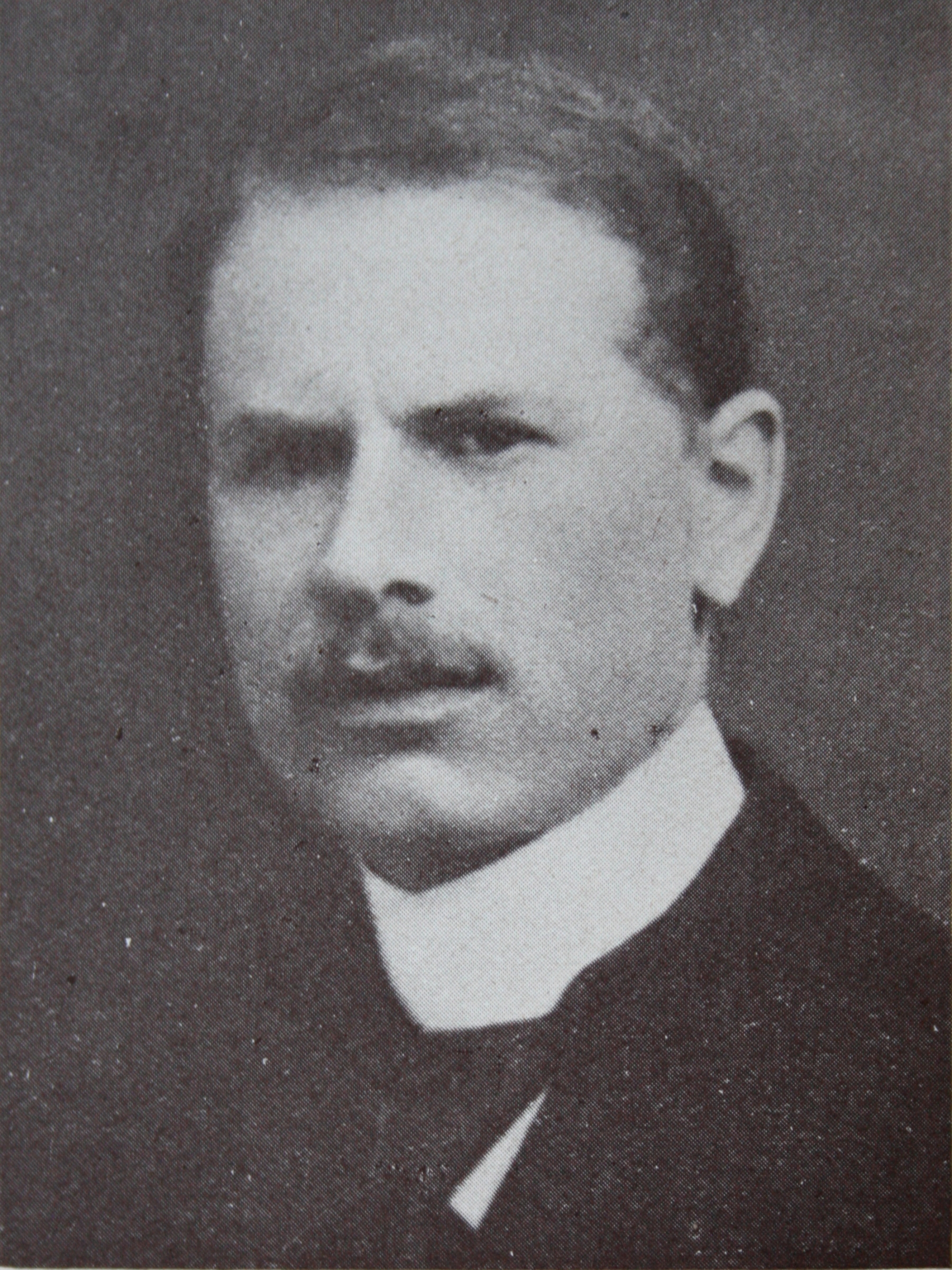
Lev Winter

Lev Winter (* 26. Januar 1876 in Hroby; † 29. August 1935 in Prag) war ein tschechoslowakischer sozialdemokratischer Politiker und Minister, Jurist, Soziologe und Publizist.

## Leben
Nachdem Lev Winter ein Gymnasium in Tábor beendet hatte, studierte er an der Jurafakultät der Deutschen Karl-Ferdinands-Universität in Prag, wo er 1899 den Titel JUDr. erlangte. Er war danach als Anwalt in Prag tätig, in den Kriegsjahren betätigte er sich als Verteidiger vor militärischen Gerichten der Monarchie. Seine Absicht, eine akademische Laufbahn einzuschlagen, musste er aufgeben, da er zunehmend intensiv politisch in der Sozialdemokratie aktiv war. Der (damaligen) Českoslovanská sociálně demokratická strana dělnická (ČSDSD, Tschechoslowakische sozialdemokratische Arbeiterpartei) trat er in den 1890er Jahren bei, ab 1907 war er deren Präsidiumsmitglied und wurde 1929 Mitglied der Exekutive der Sozialistischen Arbeiterinternationale.

## Politische Tätigkeit
1907 wurde Winter in den Reichsrat gewählt, sein Mandat verteidigte er auch bei den Wahlen 1911. 1918 war er Mitglied des Tschechoslowakischen Nationalausschusses, 1920 wurde er in das tschechoslowakische Abgeordnetenhaus gewählt, 1925 und 1929 wurde Winter wiedergewählt. In den Jahren 1918–1920 und 1925–1926 war er Minister für Soziales in den Regierungen Karel Kramář, Vlastimil Tusar I, Vlastimil Tusar II, Antonín Švehla I und Antonín Švehla II.
Sein ganzes Leben lang richtete Winter sein Interesse auf die Bereiche soziale Gesetzgebung und hier besonders Sozialversicherung, wozu er zahlreiche Aufsätze in Fachzeitschriften schrieb und als Experte galt. 1927 wurde Winter zum Vorsitzenden des Internationalen Ausschusses der Krankenkassen. Als Autor theoretischer Arbeiten und als Ideologe der Sozialdemokratie wurde er später als „neomarxistischer Revisionist“ bezeichnet.

## Werke (Auswahl)
- Kartely: Studie národohospodářská, Bursík a Kohout, Praha 1902
- Práva a povinnosti nájemníků: O smlouvě nájemní, Tiskové družstvo ČSDSD, Praha 1903
- Rakouská politika celní, A. Svěcený, Praha 1903
- Úrazové pojištění dělnické dle práva rakouského, Tiskové družstvo ČSDSD, Praha 1904 (mit A. Meissner)
- Maloživnostníci a sociální demokracie, Tiskový odbor ČSDSD, Praha 1907